# 工場・在庫拠点選定
工場・在庫拠点選定（こうじょう・ざいこきょてんせんてい）は、サプライヤーと小売店を結ぶ倉庫・流通センターといった物流拠点の最適な配置の意思決定である。
所与のサービスレベルの下でコストを最小限に抑えることを考慮する。その計算は複雑であり表計算ソフトや専用のソフトウェアを利用する。